# L'Épouvantail (film, 1973)
Pour les articles homonymes, voir L'Épouvantail.
Pour plus de détails, voir Fiche technique et Distribution.
L'Épouvantail (Scarecrow) est un film américain réalisé par Jerry Schatzberg, sorti en 1973.
Il est sélectionné et présenté au Festival de Cannes 1973, où il reçoit la Palme d'or et le prix du jury œcuménique.

## Synopsis
Max (Gene Hackman) et Francis Lionel, dit Lion (Al Pacino), se rencontrent et se lient d'amitié sur la route, alors qu'ils voyagent en auto-stop. Le premier est un grand gaillard bagarreur et légèrement monomaniaque : sortant de prison, il veut créer une entreprise de lavage de voitures. Le second est petit  et se sort des situations embarrassantes, voire dangereuses, en provoquant le rire. Ces deux vagabonds voyagent, chacun avec son but : Max veut aller chercher son argent pour l'investir dans l'entreprise rêvée, et Lion veut revoir son ex-amie et son enfant qu'il ne connaît pas.

## Fiche technique
Sauf indication contraire, les informations mentionnées dans cette section peuvent être confirmées par la base de données cinématographiques IMDb,  présente dans la section « Liens externes ».
- Titre : L'Épouvantail
- Titre original : Scarecrow
- Réalisation : Jerry Schatzberg
- Scénario : Garry Michael White
- Musique : Fred Myrow (en)
- Décors : Al Brenner
- Costumes : Jo Ynocencio
- Photographie : Vilmos Zsigmond
- Montage : Evan Lottman
- Production : Robert M. Sherman
- Société de production et distribution : Warner Bros.
- Pays de production :  États-Unis
- Langue originale : anglais
- Format : couleur - Mono
- Genre : drame, road movie
- Durée : 112 minutes
- Dates de sortie :
  - États-Unis 11 avril 1973
  - France 18 mai 1973 (Festival de Cannes) ; 26 mai 1973 (sortie nationale)
- Affiche : Bill Gold (États-Unis)

## Distribution
- Gene Hackman (VF : William Sabatier) : Max Millam
- Al Pacino (VF : Sylvain Joubert) : Francis Lionel Delbuchi, dit Lion
- Penelope Allen (VF : Évelyn Séléna) : Annie
- Dorothy Tristan (VF : Martine Sarcey) : Coley
- Ann Wedgeworth (VF : Claire Maurier) : Frenchy
- Richard Lynch (VF : Michel Barbey) : Jack Riley
- Eileen Brennan (VF : Paule Emanuele) : Darlene
- Richard Hackman : Mickey
- Rutanya Alda : la campeuse
- Charles Noel (VF : Jacques Thébault) : le médecin

## Production
Le tournage a lieu à Cañon City et Denver (Colorado), Hamtramck et Detroit (Michigan), Reno (Nevada) et Bakersfield (Californie).

## Distinctions

### Sélection
- Festival Lumière 2012 : film d'ouverture

### Récompenses
- Festival de Cannes 1973 :
  - Palme d'or
  - Prix du jury œcuménique